# Мон, Алиса Владимировна
Али́са Влади́мировна Мон (имя при рождении — Светла́на Влади́мировна Бе́зух; род. 15 августа 1964 года, Слюдянка, Иркутская область, СССР) — советская и российская эстрадная певица, которая стала популярной в конце 1980-х после исполнения песни «Подорожник». Вторая волна популярности была связана с её хитом 1997 года «Алмаз» и «Стань моим» 1998 года.

## Биография
Родилась 15 августа 1964 года в городе Слюдянка Иркутской области.
Училась в школе № 4 в Слюдянке. Имела хорошие показатели в успеваемости, была активисткой, входила в комитет комсомола школы, вела и организовывала культурно-массовые мероприятия. Хорошо пела, сама сочиняла песни, создала в школе ансамбль, любила слушать песни чехословацкого певца Карела Готта, подражала Алле Пугачёвой, исполняя её песни.

Ещё со школы отличалась непростым характером. Иногда даже взрывалась, если что-то делали не так, как хочет она. Была собственницей. Но в то же время школьные друзья вспоминают об Алисе как об очень отзывчивой девушке, она с удовольствием помогала одноклассникам в учёбе. Будущая звезда была очень хорошо развита физически — постоянно участвовала в спортивных олимпиадах, входила в сборную школы по баскетболу… И безгранично любила свою бабушку. Относилась к ней очень трепетно, постоянно была рядом с ней.
В 1983 году в Новосибирске поступила на эстрадное отделение в музучилище. Подрабатывала певицей в ресторанах Новосибирска. В 1985 году стала солисткой джазового оркестра училища. Впоследствии покинула учебное заведение, не получив среднего образования (по её собственным словам была отчислена за профнепригодность).
С января 1986 по декабрь 1989 года работала в коллективе «Лабиринт» под руководством Сергея Муравьёва при Новосибирской государственной филармонии, параллельно с этим занимаясь и сольным творчеством.
Взяла псевдоним «Алиса Мон», который созвучен слову «Мона Лиза». Этот псевдоним стал настоящим именем певицы по паспорту.
В 1988 году был издан альбом «Возьми моё сердце». В него входила и песня «Подорожник» (автор слов Михаил Танич), ставшая первым хитом певицы после её исполнения в передаче «Песня-1988». Фестиваль принёс исполнительнице приз зрительских симпатий и всесоюзную популярность. В конце 1980-х состоялся первый большой гастрольный тур и группы «Лабиринт».
В 1991 году стала дипломантом конкурса «Midnight Sun» в Финляндии, на котором исполнила две песни: одну на финском, а другую — на английском языках. В начале 1990-х ушла с эстрады, вернулась в Слюдянку, потом уехала в город Ангарск в Иркутской области, где работала художественным руководителем Дома культуры «Энергетик».
В 1993 году возобновила артистическую карьеру. В 1997 году записала известную песню «Алмаз» и сняла на неё клип.
На сегодняшний день певица редко появляется на телевидении, в основном выступает в ночных клубах и ресторанах. Живёт в Москве.
В 2020 году — участница шоу «Суперстар! Возвращение» на телеканале НТВ. Заняла 2 место. В 2021 году-участник шоу «Шоумаскгоон» на телеканале НТВ. В 2022 году стала приглашённой гостьей во втором полуфинале третьего сезона шоу «Маска» на НТВ в образе Котика.
В 2025 году стала участницей 6 сезона шоу перевоплощений "Один в один" на телеканале "Россия-1".

## Личная жизнь
Была два раза замужем.
Первый муж — Василий Маринин — гитарист группы «Лабиринт»
Второй муж — Сергей Муравьёв — композитор и продюсер группы «Лабиринт», написал музыку к песне «Подорожник». Сын — Сергей (род. 14 ноября 1989) — выступает в ночных клубах, играет блюз, пишет стихи.

## Дискография

### Студийные альбомы
- 1988 — «Возьми моё сердце» (в составе группы «Лабиринт»)
- 1991 — «Согрей меня»
- 1997 — «Алмаз»
- 1998 — «День вдвоём»
- 2001 — «Погрусти со мной»
- 2001 — «Потанцуй со мной»

### Сборники
- 2005 — «Мои любимые песни»
- 2014 — «Лучшие песни. Часть 1 и 2»
- 2023 — «Лучшие песни»

### Концертный мини-альбом
- 2019 — «Лучшие песни. Шансон-Юрмала»

### Синглы
- 2011 — «Молодые и красивые» (с Игорем Германом)
- 2022 — «Sing It Back (Cover)»
- 2022 — «Гудки»
- 2022 — «Превышен лимит»
- 2022 — «Весёлый Новый год (Remix)» (c SHUKHER BROTHERS)
- 2023 — «Согрей меня»
- 2024 — «Подорожник-трава (Новая версия)»
- 2024 — «I Love You» (с Константином Кожевниковым)

## Известные песни
- Подорожник
- Алмаз
- Обещаю
- Стань Моим
- Отзвенело лето
- Кофе в постель
- Снежинка
- Живая вода
- Розовые очки
- Платок на память подарил